# Дімітар Трендафілов
Димитр Трендафілов (болг. Димитър Трендафилов, нар. 25 лютого 1967, Варна, Болгарія) — болгарський футболіст, нападник.

## Клубна кар'єра

### Початок кар'єри
Дімітар почав кар'єру в клубі «Спартак» (Варна) у віці 16 років. У цьому клубі він швидко став гравцем стартового складу, і в 1990 році відбувся перехід на більш сильний клуб «Бероє». За цей клуб нападник відіграв два сезони.
У 1992 році Трендафілов поповнив лави столичного «Левскі». За два роки нападник забив лише 3 голи в 31 матчі чемпіонату Болгарії, двічі став чемпіоном Болгарії і один раз виграв кубок Болгарії. У 1994 році Дімітар був відданий в оренду в свій рідний клуб. У тому сезоні він зіграв 26 матчів і зумів 7 разів вразити ворота суперників.
У 1995 році Трендафілов перейшов в клуб групи «Б» «Черно море». За півроку Дімітар зіграв 19 матчів і забив 6 м'ячів. 1996 рік він почав грати в рідному «Спартаку». За частину сезону Трендафілов зіграв 12 матчів і забив 3 м'ячі. Сезон 1996/97 він провів у клубі «Черно море». У тому сезоні нападник зіграв 31 матч і забив 5 голів.

### «Факел» (Воронеж)
У 1997 році Трендафілов підписав контракт з воронезьким «Факелом». Дебют у Вищій лізі відбувся 9 серпня в матчі проти московського «Локомотива» (0:2). 16 серпня забив свій перший гол у ворота «Локомотива» з Нижнього Новгорода. У сезоні Трендафілов зіграв шість матчів і забив один гол, а його клуб, посівши 17 місце, покинув вищу лігу. У 1998 році «Факел» виступав у Першому дивізіоні і зайняв 10 місце. Сам гравець зіграв десять матчів і забив один гол у ворота клубу «Газовик-Газпром».

### Повернення в Болгарію
У 1999 році Дімітар підписав контракт з клубом «Хасково». За цей клуб нападник провів шість матчів. У 2000 році він поповнив лави клубу «Черно море», у складі якого провів лише дві гри.
Завершував кар'єру в аматорських клубах. У чемпіонаті Болгарії Дімітар зіграв 224 (145 — «Спартак» Варна, 47 — «Ботєв», 32 — «Левскі») матчі і забив 43 (29 — «Спартак» Варна, 10 — «Ботєв», 4 — «Левскі») голи.

## Збірна Болгарії
З командою до 20 років став чвертьфіналістом молодіжного чемпіонату світу 1987 року в Чилі.
У 1992 році Дімітар Трендафілов зіграв два матчі за збірну Болгарії.

## Досягнення
- Чемпіон Болгарії: 1992/93, 1993/94
- Володар Кубка Болгарії: 1993/94